# Курбаси (гурт)
Курба́си — український етногурт, який у 2009 році створили акторки Львівського театру ім. Л. Курбаса Наталія Рибка-Пархоменко, Марія Онещак і Мирослава Рачинська.
Надихаючись українською народною піснею, вокалістки гурту разом із музикантами створюють музично-театральні дійства, часто з багатою сценографією та використанням сучасних візуальних засобів (відео- та голографічних проєкцій).

## Склад
Постійний склад гурту:
- Наталія Рибка-Пархоменко — вокал
- Марія Онещак — вокал, акордеон, індійська гармоніка
- Мирослава Рачинська — вокал

Зі співачками виступали різні запрошені музиканти. Зокрема, під час створення першого альбому і принаймні до 2014 року це були два актори театру Курбаса Олег Онещак (акордеон, флейта, бубон) і Орест Шарак (диджериду, цимбали, кавал, перкусія, дримба), та Володимир Бедзвін (віолончель, професійний музикант і композитор). У програмі «Музичне Чар-Творення» 2017 були задіяні Всеволод Садовий (цимбали, бубон, сопілка), Артем Каменков (контрабас), Маркіян Турканик (скрипка). Також згадується участь музикантів Миколи Берези, Олени Єременко, Юрка Турканика; художників Володимира Стецьковича (мультимедійний супровід) та Богдана Поліщука; дизайнерів Марти Ваххольц, Олесі Гринь, Петра Нестеренка-Ланька.

## Історія
Гурт утворився у 2009 році, коли три акторки зіспівалися для вистави за творами Богдана-Ігоря Антонича «Формули екстази». Марія Копитчак (згодом у шлюбі Онещак), Наталія Пархоменко (згодом у шлюбі Рибка-Пархоменко) та Мирослава Рачинська почали співпрацю зі спонтанних імпровізацій на театральних репетиціях. Назву гурту запропонував актор Андрій Водичев, як відсилку до польської вимови слова «ку́рбаси» (актори театру імені Ку́рбаса).
У становлені гурту згадується роль художнього керівника театру Володимира Кучинського, частину їх репертуару склали народні пісні з п'єс, у яких вони були акторки задіяні. У створенні їх першого альбому «РайЦе» велику роль відіграла солістка Віденської опери Зоряна Кушплер. Матеріали були зібрані та записані на студії Мелос іще 2010-го, але великим накладом були випущені у 2014 році.
Згадується, що перший закордонний концерт гурту організувала Мар'яна Садовська в Берлінській філармонії, пізніше з нею був створений проєкт «4 голоси і 4 контрабаси».
2017 року з оновленим складом музикантів була створена програма «Музичне Чар-Творення». «Чар-Творення» складене з пісень літньовесільного циклу. Вони про літній розмай, розквіт почуттів та про любов. 2018 року заявка Курбасів з цією музичною програмою перемогла у конкурсі культурної дипломатії Center Stage, організованому Посольством США в Україні, завдяки чому гурт дав ряд концертів десятьма містами США. Після повернення з американських гастролей взимку 2018—2019 років Курбаси представили у Львові різдвяні програми «Christmas Edition» та «Розколяда. Дай Боже».
2019 року гурт виступив на етнофестивалі до Дня Незалежності в Кримському домі у Києві та в ETNO Fashion Show в грудні у Львові.
2020 року Курбаси долучилися до проєкту «Ковчег Україна: Музика», а наступного року гурт отримав запрошення до участі на фестивалі «Ковчег Україна: 10 століть української музики» до 30-ї річниці Незалежності України.
У своїх інтерпретаціях народних пісень гурт використовує, зокрема, незвичні інструменти та алюзії до всесвітньовідомих музичних творів.
Вокалістка гурту Наталка Рибка-Пархоменко підкреслює, що вони є радше «акторами, що творять музику».

## Досягнення
Перемога у конкурсі культурної дипломатії Center Stage 2018 року.

## Дискографія
- 2014 — «РайЦе»

## Фільмографія
- 2021 — «Древо. Любов» (режисер — Юрій Йосифович)[14][15]